# Lasioglossum osmioides
Lasioglossum osmioides là một loài Hymenoptera trong họ Halictidae. Loài này được Ducke mô tả khoa học năm 1902.